# Tambakan (Bangil)
Tambakan is een bestuurslaag in het regentschap Pasuruan van de provincie Oost-Java, Indonesië. Tambakan telt 2942 inwoners (volkstelling 2010).